# Eduardo Lourenço
Pour les articles homonymes, voir Lourenço.
Eduardo Lourenço, est un essayiste, philosophe et écrivain portugais, né le 29 mai 1923 à Almeida, dans la province de Guarda au Portugal et mort le 1er décembre 2020 à Lisbonne.

## Biographie
Il suit des études d'histoire et de philosophie à l'université de Coimbra. Il quitte le Portugal pour l'Allemagne et le Brésil en 1953. Il enseigne à l'université de Nice de 1960 à 1989, puis devient conseiller culturel à Rome. Grand connaisseur de l'œuvre de Fernando Pessoa et magistral explorateur de la saudade, la mélancolie portugaise, essayiste plein d'acuité, c'est aussi un grand européen témoignant des désillusions portugaises. Il reçoit le Prix européen de l'essai Charles Veillon en 1988.
Eduardo Lourenço meurt à Lisbonne le 1er décembre 2020 à l’âge de 97 ans.

## Distinctions
- Grand-croix de l'ordre de l'Infant Dom Henri
- Chevalier de la Légion d'honneur

## Œuvres
- Le miroir imaginaire : essai sur la peinture, 1981
- Nous et l'Europe ou Les deux raisons, 1988
- Pessoa, étranger absolu, 1990
- L'Europe introuvable : jalons pour une mythologie européenne, Éditions Métailié, coll. « Bibliothèque portugaise », 1991 - rééd. 2010
- Montaigne ou La vie écrite, 1992
- Fernando Pessoa, roi de notre Bavière, 1993
- L'Europe désenchantée : pour une mythologie européenne, 1994
- Le chant du signe : existence et littérature, 1994
- Camões 1525-1580, 1994
- La splendeur du chaos, 1998
- Mitologia  da  Saudade, Lisbonne, 1999[3] en français : Mythologie de la saudade : essais sur la mélancolie portugaise, trad. Annie de Faria, Éditions Chandeigne, 2000.
- Le labyrinthe de la saudade : psychanalyse mythique du destin portugais, 2004
- Une vie écrite, Éditions Gallimard, 2015